# Karl Rolvaag
Karl Fritjof Rolvaag, norveško-ameriški politik in častnik, * 18. julij 1913, † 20. december 1990.
Rolvaag je bil 31. guverner Minnesote med letoma 1963 in 1967.